# Floresta estacional decidual

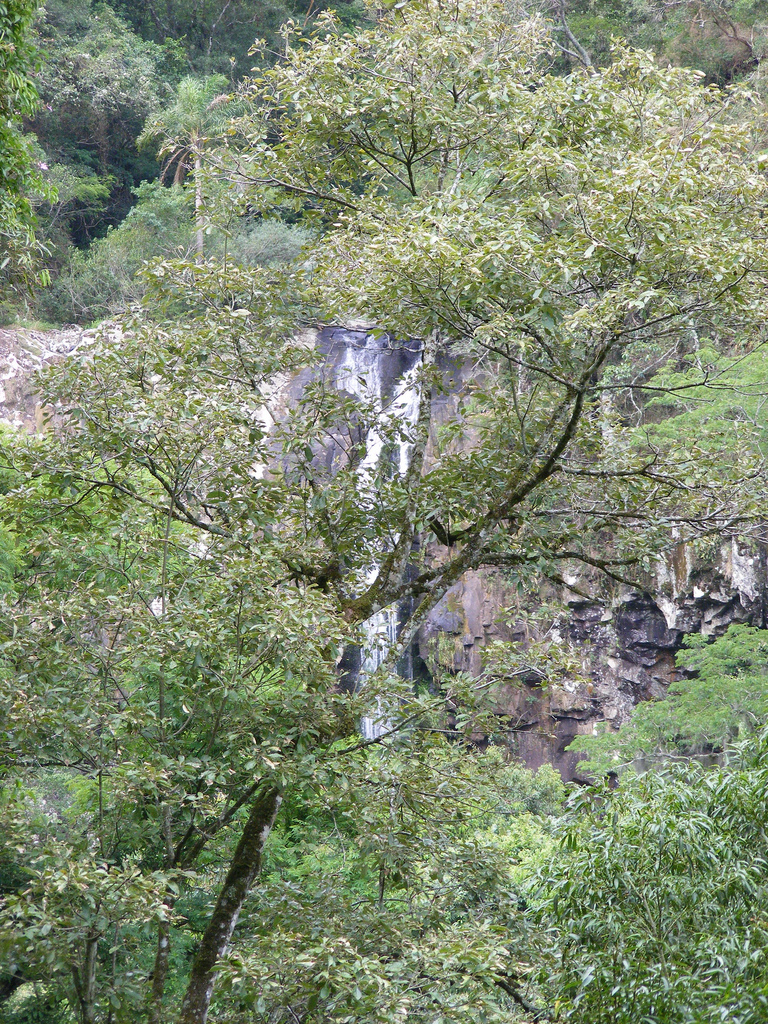
Floresta estacional decidual em Santa Maria, RS.

A Floresta Estacional Decidual, também chamada Floresta Estacional Caducidófila é um tipo de vegetação do bioma Mata Atlântica, ocasionalmente também presente no Cerrado. Ocorre em grandes altitudes e baixa temperatura. Esse ecossistema é caracterizado por duas estações, uma seca e outra chuvosa, a primeira mais prolongada, ao contrário da floresta tropical que não mantém estação seca.

## Distribuição e descrição
Esse tipo de floresta ocorre em regiões com chuva abundante seguida de uma estação seca. As árvores são adaptadas para suportar até 7 meses sem precipitação. As florestas possuem vegetação densa durante a estação chuvosa, mas perdem parte das suas folhas durante o inverno seco para evitar a perda d'água. Devido à essas condições específicas, esse tipo de bioma apresenta diversas espécies endêmicas.

## Biodiversidade

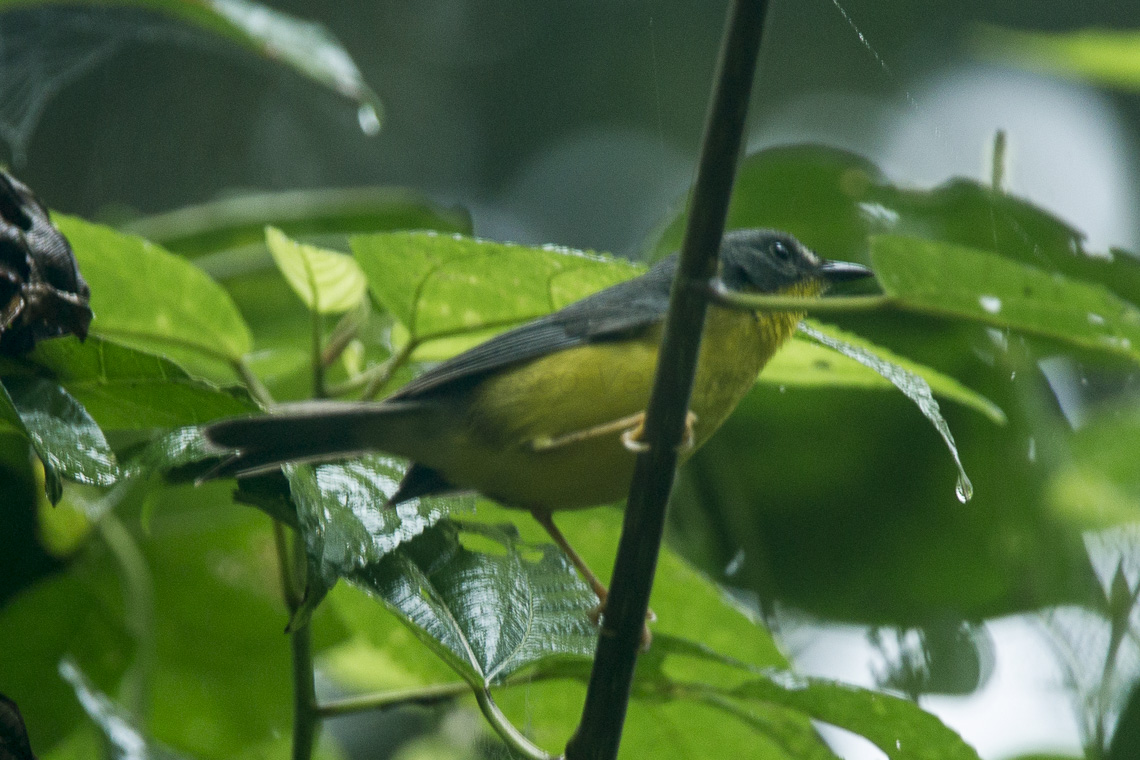
O Basileuterus fraseri é uma espécie de ave que vive em florestas tropicais e subtropicais secas no Equador e Peru.

As florestas decíduas abrigam uma das mais altas concentrações de aves endêmicas na América do Sul.
Este tipo de floresta tem uma biodiversidade grande devido a duas razões: elas abrigam uma das maiores concentrações de espécies endêmicas da América do Sul. Além disso, o nível de ameaça às espécies é alto pelo fato do clima ser favorável ao cultivo, aumentando o desmatamento. Além disso, apenas 5% da floresta decidual estacional ainda é remanescente.

## Tipos
Tipos, de acordo com o IBGE (2012):
- floresta estacional decidual aluvial
- floresta estacional decidual de terras baixas
- floresta estacional decidual submontana
- floresta estacional decidual montana